# Языки Гренады
Гренада — многоязычная страна, где официальным языком является английский.
Подобно многим карибским островам, история Гренады является одной из битв и столкновений культур. Французы и британцы боролись за эти Малые Антильские Острова, и Гренада превратилась в подконтрольное им государство. Сегодня влияние французской и британской культур остаются в языке и в обычаях местного населения.
Хотя в Гренаде английский является официальным языком, гренадская речь является захватом иностранных слов и диалектов, таких как африканские, креольские английские, гренадские креольские французские, и французского говора, на котором говорят в основном в сельской местности от 10 % до 20 % населения. Смесь Карибского и французского бассейнов создала уникальный поворот общения на английском и наиболее слышимого распространённого на улицах гренадского креольского языка.

## Языки
В Гренаде существует 4 языка: английский (официальный), гренадский креольский английский, гренадский креольский французский, а также американский жестовый язык, который ввёл для глухонемого населения глухонемой американский миссионер Эндрю Фостер.